# Arnoglossus scapha
Arnoglossus scapha är en fiskart som först beskrevs av Forster, 1801.  Arnoglossus scapha ingår i släktet Arnoglossus och familjen tungevarsfiskar. Inga underarter finns listade i Catalogue of Life.